# وضاح خنفر
وضاح خنفر (مواليد 20 سبتمبر 1968) إعلامي فلسطيني. رئيس منتدى الشرق، وهو شبكة مستقلة مكرسة لتطوير استراتيجيات طويلة الأجل للتنمية السياسية والعدالة الاجتماعية والازدهار الاقتصادي لشعوب الشرق الأوسط. شغل سابقًا منصب المدير العام لشبكة الجزيرة الإعلامية.
صنفته مجلة فورين بوليسي في عام 2011 الأول في قائمة ضمت أبرز 100 شخصية من المفكرين العالميين، وصنفته فاست كومباني الأول في قائمة ضمت أبرز 100 شخص مبدع في مجال إدارة الأعمال (2011)، وصنفته مجلة فوربس (2009) من بين «أكثر الأشخاص تأثيرًا في العالم». في عام 2008، اختار المنتدى الاقتصادي العالمي خنفر كأحد «القادة العالميين الشباب». خلال فترة عمله، انتقلت قناة الجزيرة من قناة واحدة إلى شبكة إعلامية متعددة الخصائص شملت قناة الجزيرة العربية، وقناة الجزيرة الإنجليزية، وقناة الجزيرة الوثائقية، وقنوات الجزيرة الرياضية، وموقع الجزيرة الإخباري، ومركز الجزيرة للتدريب الإعلامي والتطوير (الآن: معهد الجزيرة للإعلام)، ومركز الجزيرة للدراسات، وقناة الجزيرة مباشر، والجزيرة موبايل. في 20 سبتمبر 2011، استقال من منصبه في شبكة الجزيرة.
أسس في 2015 موقع هافنغتون بوست عربي.

## النشأة والتعليم
ولد وضاح في بلدة الرامة بجنين الفلسطينية عام 1968 لعائلة خنفر ذات الأصول اليمنية. حصل على بكالوريوس العلوم في الهندسة من الجامعة الأردنية عام 1990، ثم أكمل دراسته العليا في الفلسفة، وحصل على دبلوم الدراسات الأفريقية من جامعة السودان الدولية، ودرجة الشرف في السياسة الدولية. خلال هذا الوقت، أنشأ خنفر اتحادًا طلابيًا سرعان ما امتد إلى عدة جامعات أخرى ومجموعة حوار بين الجامعات بين طلاب من خلفيات سياسية متنوعة. بحلول عام 1989، صار اتحاد الطلاب يلعب دورًا نشطًا في مناقشة مستقبل العملية الديمقراطية، وبدأ خنفر في صنع اسم لنفسه كقائد يتمتع بكاريزما، وساعد في تنظيم المنتديات والاحتجاجات والمهرجانات والمظاهرات المطالبة بحقوق الطلاب.

## الصحافة

### أفريقيا
عندما تأسست قناة الجزيرة عام 1996، كان خنفر طالب دراسات عليا في السياسة الدولية والدراسات الأفريقية في جنوب إفريقيا، وباحثًا ومستشارًا في اقتصاديات الشرق الأوسط والشؤون السياسية. وقد طلبت منه القناة تقديم تحليل حول الشؤون الإفريقية، مما أدى به إلى أن يصبح مراسلًا في جنوب إفريقيا حتى عام 2001. في مؤتمر عقد في بريتوريا في 27-29 أغسطس 2012، قال خنفر إنه تعلم عن النضال السياسي والمصالحة خلال السنوات التي قضاها في جنوب إفريقيا.

### أفغانستان
في عامي 2001 و 2002، كتب خنفر عن أفغانستان من نيودلهي. لم تتمكن الجزيرة من إعادة مراسلها إلى المناطق الشمالية التي يسيطر عليها التحالف الشمالي بعد الحرب، لذلك تم استخدام نيودلهي، حيث تتمتع الهند بوجود دبلوماسي قوي للتحالف الشمالي. عندما كان نظام طالبان ينهار، تعرض وجود الجزيرة في كابول لتهديدات شملت احتمالية التعرض لإطلاق نار أمريكي، ومخاوف الصحفيين والدبلوماسيين من أن رئيس المكتب والمراسل آنذاك، تيسير علوني، أصبح معرضًا للخطر باعتباره من أنصار طالبان. تم جلب خنفر ليحل محل علوني كرئيس لمكتب كابول وأعاد خنفر بناء العلاقات مع السلطات الجديدة.

### العراق
أثناء حرب العراق، عمل خنفر مراسلا من الأراضي التي يسيطر عليها الأكراد وبعد سقوط نظام صدام حسين البعثي، أصبح مدير مكتب الجزيرة في بغداد.
في ذلك الوقت، كان يُنظر إلى القناة على نطاق واسع على أنها تستغل المشاعر الشعبية المؤيدة للبعثيين والمناهضة للتحالف، على الرغم من تمثيلها في المقر المركزي للتحالف ووجود مراسل الجزيرة ضمن قوات التحالف. انتقد وزير الدفاع الأمريكي آنذاك دونالد رامسفيلد ونائب وزير الدفاع بول وولفويتز علنًا قناة الجزيرة، ووصف رامسفيلد تقارير القناة بأنها «شريرة وغير دقيقة وغير مبررة...»، بينما زعم وولفويتز أن المحطة «تحرض على العنف» و«تعرض حياة الجنود الأمريكيين للخطر» في العراق.
جاء هذا الانتقاد العلني وسط اعتداءات على قناة الجزيرة من قبل القوات الأمريكية، بما في ذلك قصف فندق في البصرة في 8 نيسان / أبريل 2003 استخدمه مراسلو القناة فقط. بعد أسبوع تقريبًا، قصفت القوات الأمريكية مكاتب المحطة في بغداد مما أدى إلى إصابة مصور وقتل المراسل طارق أيوب في نفس اليوم الذي قُتل فيه صحفيان من رويترز عندما أصابت قذيفة دبابة أمريكية مكتبهما في فندق فلسطين. في يوليو / تموز، كتب خنفر رسالة مفتوحة إلى بول بريمر، رئيس الإدارة المدنية الأمريكية في العراق، ردًا على تأكيده أن المحطات التلفزيونية أو الصحف المذنبة بـ «التحريض على العنف» ستغلق. كتب خنفر أن مكاتبه وطاقمه تعرضوا لـ «القصف بالرصاص، والتهديدات بالقتل، ومصادرة المواد الإخبارية، والاعتقالات المتعددة، وجميع تلك الجرائم نفذها جنود أمريكيون»، مؤكدًا أن تغطية القناة تعرضت باستمرار للمضايقات بسبب تقاريرها في عهد النظام البعثي أيضا.

## المدير العام للجزيرة
قدَّم خنفر برنامج المشهد العراقي والذي كان يذاع على الهواء مباشرة من بغداد، وواصل عمله في العراق إلى أن عُيِّن المدير العام لقناة الجزيرة عام 2003 والمدير العام لشبكة الجزيرة عام 2006. تحدث في مؤتمر تيد سنة 2011 حول الربيع العربي الذي كان مستمرا حينها.
في 20 سبتمبر 2011، أعلن خنفر على صفحته الرسمية على تويتر أنه سوف «ينتقل» من قناة الجزيرة بعد قيادته للقناة لمدة 8 سنوات.

### ويكيليكس
في سبتمبر من 2011، أصدر موقع ويكيليكس غير الربحي الساعي لكشف الفساد، مجموعة من البرقيات الدبلوماسية المسربة التي تسلط الضوء على الأنشطة الأمريكية في الخارج. أشارت العديد من البرقيات إلى تورط خنفر في التأثير غير المبرر على تغطية الجزيرة الإخبارية للحرب في العراق بأمر من مسؤولي السفارة الأمريكية في قطر. في إحدى الحالات، اقترحت البرقيات أن خنفر أزال صور مدنيين عراقيين مصابين من تقرير لقناة الجزيرة بعد ضغوط من السفارة الأمريكية. وأشاروا أيضًا إلى أن خنفر كان حريصًا على الحفاظ على سرية تعاونه وراء الكواليس.

### استقالته
في سبتمبر 2011، أعلن خنفر لموظفيه علناً على منصة التدوين المصغرة تويتر أنه سيستقيل. في وداع عاطفي لموظفي الجزيرة، أشار إلى أنه كان يدرس القرار لبعض الوقت وأن هدف تأسيس قناة الجزيرة كمنصة إعلامية عالمية قد تحقق وقال إن سياسة الجزيرة لن تتغير بتغير موظف ولا مدير، لأن «روح الجزيرة ليست مرتبطة بشخص وإنما بالمبادئ والقيم». هذا المبرر هو أيضًا موضوع مقابلة بُثت على قناة الجزيرة دحض فيها الإيحاءات بأن ويكيليكس والضغط من الولايات المتحدة قد أثروا على استقالته. وقد خلفه أحمد بن جاسم آل ثاني.

## نقد
اتهم البعض وضاح خنفر بالتحيز المؤيد للإسلاميين. ورد خنفر على هذه الاتهامات في مقابلة أجرتها معه صحيفة " ذا نيشن" عام 2007 قائلاً: "أصبح الإسلام أكثر أهمية الآن في المجالات السياسية والاجتماعية المؤثرة في العالم العربي، وتعكس تغطية الشبكة ذلك. ربما لدينا المزيد من الأصوات الإسلاموية [على الشبكة] بسبب الواقع السياسي على الأرض". في يونيو 2007، ندد حافظ الميرازي، مدير مكتب قناة الجزيرة بواشنطن، بما رآه "انحرافًا إسلامويًا" للقناة، وخص بالذكر خنفر على وجه الخصوص، قائلاً: "منذ اليوم الأول لعهد وضاح خنفر، كان هناك تغيير جذري، خاصة بسبب اختياره مساعدين إسلاميين متشددين".
خلال حرب العراق، بثت قناة الجزيرة تقريراً مفاده أن القوات الأمريكية داهمت النجف واعتقلت الزعماء الدينيين من الطائفة الإسلامية الشيعية، واتضح عدم صحة ذلك. دافع خنفر عن الخطأ الفادح باعتباره خطأً غير مقصود.
كما تعرض خنفر لانتقادات لتفضيله وانحيازه إلى حزب حماس السياسي في الأراضي الفلسطينية، على عكس السلطة الفلسطينية التي تديرها فتح. وتذكر بعض الآراء والتحليلات الصحفية أن وضاح خنفر ينتمي لجماعة الإخوان المسلمين في الأردن. كما نشط بحركة حماس، وكان أحد أبرز قيادييها في مكتب الحركة بالسودان عندما كان طالبا.

## العضوية والأنشطة
خنفر لديه العضويات التالية:
عضو مجلس أمناء مجموعة الأزمات الدولية، عضو مجلس الأجندة العالمية للمنتدى الاقتصادي العالمي (DAVOS) بشأن المخاطر الجيوسياسية 2012، عضو مجلس إدارة شبكة المحررين العالمية: والتي تسعى إلى تمكين رؤساء التحرير وكبار مديري الأخبار من حول العالم من الحفاظ على جودة التحرير عند العمل مع الناشرين وأصحاب الوسائط وموردي الأخبار.
تحدث خنفر في مؤتمر تيد 2011 حول الانتفاضات المدنية المستمرة التي شكلت الربيع العربي. وأسس منتدى الشرق في يناير 2012.
أطلق في 27 يوليو 2015 موقع هافنغتون بوست عربي وهو موقع إخباري باللغة العربية بالشراكة مع هافنغتون بوست.

## الزيارة الأولى للولايات المتحدة
في يوليو 2009، تمت دعوة خنفر إلى الولايات المتحدة من قبل بعض مراكز الفكر السياسية والإعلامية الرائدة بما في ذلك معهد الشرق الأوسط، ومؤسسة أمريكا الجديدة، ومجلس العلاقات الخارجية، وجامعة جورج واشنطن. كانت هذه هي المرة الأولى التي يزور فيها مدير عام من قناة الجزيرة الولايات المتحدة. كما التقى خنفر خلال الزيارة مع كبار المسؤولين والمستشارين في البيت الأبيض ووزارة الخارجية الأمريكية والبنتاغون. خلال زيارته للولايات المتحدة، ظهر خنفر في برنامج تشارلي روز شو وديان ريهم شو على الإذاعة الوطنية العامة، وتم تقديمه في مركز بالي للإعلام.

## مؤلفاته
- الربيع الأول: قراءة سياسية واستراتيجية في السيرة النبوية، صدر سنة 2020 عن دار جسور للترجمة والنشر[50]
- في ضيافة النبي، صدر سنة 2021 عن دار جسور للترجمة والنشر.[51]

## الجوائز والتقدير
- أول 100 مفكر عالمي، فورين بوليسي، 2011[52]
- أكثر الأشخاص قوة وتأثيراً في العالم، فوربس، 2009[53]
- قيادة عالمية شابة، منتدى الاقتصاد العالمي في دافوس
- «ثامن شخصية مؤثرة في مجريات العالم العربي»، أريبيان بزنس[54]

## وصلات خارجية
- الموقع الرسمي